# Предполагаемый престолонаследник
Предполагаемый престолонаследник — член правящего дома какой-либо наследственной монархии, являющийся согласно её законодательству автоматическим преемником правящего монарха в случае его кончины либо отречения от престола, но теряющий этот статус в случае появления законного престолонаследника, занимающего более высокое место в линии наследования престола. Обычно предполагаемым наследником становится младший брат либо другой более дальний родственник монарха в случае отсутствия у правящего монарха детей (или конкретно сыновей в тех монархиях, где женщины не имеют права наследовать трон), либо (в ряде разновидностей примогенитуры, допускающих женщин к престолонаследию в отсутствие наследников мужского пола) дочь правящего монарха в отсутствие у него сыновей.
В истории Российской империи предполагаемыми престолонаследниками были, например, великий князь Константин Павлович при бездетном старшем брате Александре I и великие князья Георгий, а затем Михаил Александровичи до рождения у их старшего брата Николая II сына. Предполагаемой престолонаследницей короля Великобритании Георга VI была его старшая дочь Елизавета II (утратившая бы этот статус в случае рождения у Георга VI сыновей, но, поскольку этого не произошло, занявшая престол), а сам Георг VI обладал этим статусом в период недолгого правления старшего брата, бездетного Эдуарда VIII. В Дании в 1947—1953 годах предполагаемым престолонаследником не имевшего сыновей короля Фредерика IX был его младший брат принц Кнуд, утративший этот статус после конституционной реформы, допустившей к наследованию престола женщин (и, следовательно, дочерей Фредерика IX). В настоящее время предполагаемыми престолонаследниками являются принцесса Астурийская Леонор (старшая дочь короля Испании Филиппа VI, не имеющего сыновей), принц Дипангкорн Расмичоти (единственный не исключенный из линии престолонаследия сын короля Таиланда Рамы X, на данный момент не назначившего законного престолонаследника) и принц Фумихито (младший брат не имеющего сыновей императора Японии Нарухито).
В большинстве случаев предполагаемый наследник не носит особого титула, получаемого законным престолонаследником. Так, Елизавета II не имела титула принцессы Уэльской, а Кнуд не был кронпринцем. В то же время в традиции Российской империи титул цесаревича автоматически приобретало лицо, занимающее первое место в линии престолонаследия.
В настоящее время предполагаемая наследница испанского трона Леонор имеет по решению своего отца Филиппа VI титул принцессы Астурийской (традиционно используемый испанскими престолонаследниками), хотя теоретически может его утратить в случае рождения у Филиппа VI сыновей. Фумихито также присвоен титул наследного принца Японии, но в особой форме, указывающей на то, что он не является сыном правящего императора.